# 空間

右手性三維卡氏座標，用以描述空間中的位置。

空間（英語：space）為一種抽象觀念，是物体和事件存在並有彼此相對關係的客观形式，也是其具有相对位置和方向的无限的三维范围。口语上，通常指四方上下，与“时间”相对。
经典物理学解释空间为宇宙中物质实体之外的部分，物理空间通常以三个线性维度来构想；而现代物理学解释空间为宇宙物质实体运动所发生的部分，其中相对论将時間與空間一起組成无限的“四维连续体”或四维流形，称为时空，而空间是时空的一部分，时空则是构成宇宙的基本结构。空间概念对于理解物理宇宙至关重要。
人類可以用直覺了解空間，但難以概念化，因此自古希臘時代開始，就成為哲學與物理學上重要的討論課題。空間存在，是運動構成的基本條件。在物理學中，以三個維度來描述空間的存在。相對論中，將時間及空間二者，合併成單一的時空概念。伽利略、莱布尼兹、艾萨克·牛顿、伊曼努尔·康德、卡爾·弗里德里希·高斯、爱因斯坦、庞加莱都研究空间的本质。

## 概論
亞里斯多德將空間定義為事物的「場所」（希臘語：τόπος）。幾何學被用來計算及定義空間。

## 各種空間

### 物理學中的空間
牛頓提出的理論中，空間被視為是兩個物體的相對位置，抽象化後形成的一組坐標參考系。

## 外部連結
- Seth Shostak on Space Exploration （页面存档备份，存于）